# Пол Кругман
Пол Робин Кругман (на английски: Paul Robin Krugman [ˈkruːɡmən] , р. 28 февруари 1953) е американски икономист, колумнист, блогър и автор на популярни книги по икономика.
През 2008 г. Кругман е удостоен с Нобеловата награда за икономика. Според комитета по връчване на наградите наградата му е присъдена за принос в теорията на международната търговия с обяснението на нейните модели и географската концентрация на богатството. Бил е професор по икономика в МИТ и по-късно в Принстън, където остава като емеритус след 2015 г. Кругман е Сентенъри професор в Лондонското училище по икономика и колумнист на Ню Йорк Таймс.
Кругман е известен с изследването на ефекта, който „икономиите от мащаб“ и „предпочитанията на потребителите“ упражняват върху различни стоки и услуги. С тях той обяснява защо някои страни са доминиращи в световната търговия, а други не. Най-известният му труд е създаването на модел, съгласно който компаниите и държавите произвеждат и търгуват под силното влияние на големите икономики. Той твърди, че някои страни могат да изпреварят други, като субсидират стратегически индустрии. Има принос и в обяснението на валутните кризи.
Кругман пише по широк кръг от теми, от разпределението на доходите до международна икономика. Самият той смята себе си за либерал, озаглавявайки една от книгите си и своя блог в Ню Йорк Таймс „Съвестта на Либерала“. Прочутите му коментари привличат значителен брой отзиви, както положителни, така и отрицателни. До 2008 г. е написал 20 книги и е публикувал над 200 научни статии в професионални списания и рецензирани издания. Пише за международната икономика (включително търговската теория, икономическата география и международните финанси), ликвидностните капани и валутните кризи. Автор е на повече от 750 колонки по икономически и политически въпроси във вестник „Ню Йорк Таймс“. Той е 20-и по ред в списъка на най-широко цитираните икономисти в света днес и се нарежда сред най-влиятелните научни мислители в САЩ.

## Биография

### Произход и младежки години
Кругман е син на Давид и Анита Кругман и внук на еврейски имигранти от Брест-Литовск. Той е роден в Олбани, Ню Йорк, и израснал в окръг Насау. Завършил е училището „Джон Ф. Кенеди“ в Белмор.
Според Кругман интересът му към икономиката започва със серията романи на Айзък Азимов за Фондацията, в които социалните учени от бъдещето употребяват „психоисторията“ да спасят цивилизацията. Тъй като „психоисторията“, в смисъла на Азимов, не съществува, Кругман се обръща към икономиката, която той смята за следващото най-хубаво нещо.
Кругман е бил женен два пъти. Робин Бергман, първата му съпруга, е награждаван художник-дизайнер. Той е женен за Робин Уелс, втората му съпруга, която е учен-икономист, сътрудничила на Кругман в писането на учебници. Кругман е заявявал, че той е далечен роднина на консервативния журналист Дейвид Фрей. Сам се описва като „самотник, Обикновено срамежлив, срамежлив сред хората.“ Живее със съпругата си в Принстън, Ню Джърси.
Кругман завършва с пълно отличие и получава бакалавърска степен по икономика от Университета в Йейл през 1974 г. и докторска степен от Масачузетския технологичен институт (MТИ, MIT) през 1977 г. с дисертация, озаглавена „Есета върху гъвкавите валутни курсове“. Докато е в МТИ, той става част от една малка група от МТИ студенти, изпратени на работа в Централната банка на Португалия, в продължение на три месеца през лятото на 1976 г., в хаоса след Революцията на карамфилите. Кругман по-късно хвали съветника на докторската си дисертация – Рудигер Дорнбуш, като „един от най-великите учители по икономика на всички времена“. Заявява, че Дорнбуш „имал способност да вдъхновява студентите си да възприемат неговия ентусиазъм и техника, но по много оригинален начин“.
През 1978 г. Кругман представя някои от идеите си на Дорнбуш, които представят идеята за монополистично конкурентен търговски модел като много интересен. Окуражен, Кругман работи по него и по-късно пише: „Разбрах в рамките на няколко часа, че държа ключа към цялата си кариера в ръцете си“. През същата година Кругман пише „Теория на междузвездната търговия“. Това е едно леко иронично есе за това как се изчисляват лихвените проценти на транзитни стоки, които се движат близо до скоростта на светлината. Колкото и несериозно да звучи, той казва, че го е написал за себе си, за да се развесели, когато е бил „един потиснат доцент“.

### Кариера
Кругман става преподавател в МТИ през 1979 година. От 1982 до 1983 г. Кругман прекарва една година на работа в Белия дом по времето на Роналд Рейгън като член на персонала на Съвета на икономическите съветници. Той се присъединява към МТИ като професор през 1984 година. Кругман също преподава в Станфорд, Йейл и Лондонското училище по икономика.
През 2000 г. Кругман постъпва в Принстънския университет като професор по икономика и международни отношения. Той е Сентенари професор в Лондонското училище по икономика и член на групата на „Тридесетте“ (G30, международна икономическа организация). Сътрудничи на Националното бюро за икономически изследвания от 1979 г. насам. Кругман е президент на Източната икономическа асоциация през 2010 година.
Пол Кругман е писал много трудове по международната икономика, включително международната търговия, икономическата география и международните финанси. Проектът „Научни статии по икономика“ го нарежда на 14-о място като най-влиятелен икономист в света до март 2011 г. на базата на научните му приноси. Книгата на Кругман – „Международна икономика: Теория и политика“, в съавторство с Морис Обстфелд, е стандартен университетски учебник по международна икономика. Той е и съавтор, заедно с Робин Уелс, на учебник по икономика, повлиян от първото издание на класическия учебник на Пол Самюелсън. Кругман също пише по икономически теми за широката общественост, понякога и на международни икономически теми, но също и за разпределението на доходите и обществения ред. Комитетът по връчването на Нобеловата награда заявява, че основният принос на Кругман е неговият анализ върху ефектите на икономиите от мащаб, в съчетание с предположението, че потребителите ценят многообразието, върху международната търговия, и на местоположението на икономическата дейност. Значението на географските аспекти на икономиката нараства благодарение на способността на Кругман да популяризира тази сложна теория с помощта на лесни за четене книги и съвременен подход.

## Възгледи
Кругман идентифицира сам себе си като кейнсианец и привърженик на течението „saltwater“ в т.нар. „Saltwater and freshwater economics“, в макроикономиката. Макар в работата си да използва теорията на новокейнсианството, той го подлага на критика по отношение на липсата на способност за предвиждане и придържането към идеи като хипотезата за ефикасния пазар и рационалните очаквания. От 90-те години на XX век той е привърженик на практическото използване на макроикономическия модел IS-LM за неокласически синтез, изтъквайки относителната му простота спрямо новокейнсианските модели и неговата приложимост за анализ на икономическите политики.

## В популярната култура
- Кругман играе себе си в малка роля в комедийния филм от 2010 Get Him to the Greek.[12]
- Кругман е герой на сатиричната фолклорна песен Блусът „Кругман“ (The Krugman Blues) в албума на Loudon Wainwright III от 2010 „Десет песни за новата депресия“ (10 Songs For The New Depression).

Кругман е използвал израза си „Много сериозни хора“, за да се подиграва на умници и политици, които се смятат за уважавани и привилегировани.

### Научни изследвания
- The Spatial Economy – Cities, Regions and International Trade (July 1999), with Masahisa Fujita and Anthony Venables. MIT Press, ISBN 0-262-06204-6
- The Self Organizing Economy (February 1996), ISBN 1-55786-698-8
- EMU and the Regions (December 1995), with Guillermo de la Dehesa. ISBN 1-56708-038-3
- Development, Geography, and Economic Theory (Ohlin Lectures) (September 1995), ISBN 0-262-11203-5
- Foreign Direct Investment in the United States (3rd Edition) (February 1995), with Edward M. Graham. ISBN 0-88132-204-0
- World Savings Shortage (September 1994), ISBN 0-88132-161-3
- What Do We Need to Know About the International Monetary System? (Essays in International Finance, No 190 July 1993) ISBN 0-88165-097-8
- Currencies and Crises (June 1992), ISBN 0-262-11165-9
- Geography and Trade (Gaston Eyskens Lecture Series) (August 1991), ISBN 0-262-11159-4
- The Risks Facing the World Economy (July 1991), with Guillermo de la Dehesa and Charles Taylor. ISBN 1-56708-073-1
- Has the Adjustment Process Worked? (Policy Analyses in International Economics, 34) (June 1991), ISBN 0-88132-116-8
- Rethinking International Trade (April 1990), ISBN 0-262-11148-9
- Trade Policy and Market Structure (March 1989), with Elhanan Helpman. ISBN 0-262-08182-2
- Exchange-Rate Instability (Lionel Robbins Lectures) (November 1988), ISBN 0-262-11140-3
- Adjustment in the World Economy (August 1987) ISBN 1-56708-023-5
- Market Structure and Foreign Trade: Increasing Returns, Imperfect Competition, and the International Economy (May 1985), with Elhanan Helpman. ISBN 978-0-262-08150-4

### Учебници по икономика
- Economics: European Edition (Spring 2007), with Robin Wells and Kathryn Graddy. ISBN 0-7167-9956-1
- Macroeconomics (February 2006), with Robin Wells. ISBN 0-7167-6763-5
- Economics, first edition (December 2005), with Robin Wells. ISBN 1-57259-150-1
- Economics, second edition (2009), with Robin Wells. ISBN 0-7167-7158-6
- Economics, third edition (2013), with Robin Wells. ISBN 1-4292-5163-8
- Economics, fourth edition (2017), with Robin Wells. ISBN 1-4641-8665-0
- Economics, fifth edition (2018), with Robin Wells. ISBN 1-319-06660-7
- Microeconomics (March 2004), with Robin Wells. ISBN 0-7167-5997-7
- International Economics: Theory and Policy, with Maurice Obstfeld. 7th Edition (2006), ISBN 0-321-29383-5; 1st Edition (1998), ISBN 0-673-52186-9

### Научнопопулярни книги
- Arguing with Zombies: Economics, Politics, and the Fight for a Better Future (January 2020) ISBN 978-1324005018
- End This Depression Now! (April 2012) ISBN 0-393-08877-4
A call for stimulative expansionary policy and an end to austerity
- The Return of Depression Economics and the Crisis of 2008 (December 2008) ISBN 0-393-07101-4
An updated version of his previous work.
Завръщането на икономиката на депресията и кризата от 2008 г.. София: Изток-Запад, 2009, 196 с. (прев. от англ. И. Димитрова) ISBN 978-954-321-565-2
- The Conscience of a Liberal (October 2007) ISBN 0-393-06069-1
- The Great Unraveling: Losing Our Way in the New Century (September 2003) ISBN 0-393-05850-6
A book of his The New York Times columns, many deal with the economic policies of the Bush administration or the economy in general.
- Fuzzy Math: The Essential Guide to the Bush Tax Plan (May 4, 2001) ISBN 0-393-05062-9
- The Return of Depression Economics (May 1999) ISBN 0-393-04839-X
Considers the long economic stagnation of Japan through the 1990s, the Asian financial crisis, and problems in Latin America.
The Return of Depression Economics and the Crisis of 2008 (December 2008) ISBN 0-393-07101-4
- The Accidental Theorist and Other Dispatches from the Dismal Science (May 1998) ISBN 0-393-04638-9
Essay collection, primarily from Krugman's writing for Slate.
- Pop Internationalism (March 1996) ISBN 0-262-11210-8
Essay collection, covering largely the same ground as Peddling Prosperity.
- Peddling Prosperity: Economic Sense and Nonsense in an Age of Diminished Expectations (April 1995) ISBN 0-393-31292-5
History of economic thought from the first rumblings of revolt against Keynesian economics to the present, for the layman.
Амбулантно благополучие: Икономически разум и безумие във времето на гаснещи надежди. София: Дамян Яков, 1999 (Прев. Ц. Момеков, Е. Желязкова), 416 с. ISBN 954-527-118-3
- The Age of Diminished Expectations: U.S. Economic Policy in the 1990s (1990) ISBN 0-262-11156-X
Revised and Updated, January 1994, ISBN 0-262-61092-2
Third Edition, August 1997, ISBN 0-262-11224-8